# Championnat d'Autriche de football 1953-1954
Navigation
Saison précédente Saison suivante
La saison 1953-1954 du Championnat d'Autriche de football était la 43e édition du championnat de première division en Autriche. La Staatsliga A regroupe les 14 meilleurs clubs du pays au sein d'une poule unique où ils s'affrontent deux fois au cours de la saison, à domicile et à l'extérieur. À la fin de la saison, les 3 derniers du classement sont relégués et remplacés par les 3 meilleurs clubs de Staatsliga B, la deuxième division autrichienne.
C'est le SK Rapid Vienne qui remporte le championnat en terminant en tête du classement final, avec 3 points d'avance sur le tenant du titre, le FK Austria Vienne et 10 sur un duo composé du Wacker AC et du Grazer AK. C'est le 19e titre de champion d'Autriche de l'histoire du club.

## Les 14 clubs participants
| - Wiener Sport-Club - Promu de Staatsliga B - SK Rapid Vienne - Wacker AC - First Vienna FC - 1. Simmeringer SC - SK Sturm Graz - Linzer ASK | - Floridsdorfer AC - SK Admira Vienne - FC Vienne - FK Austria Vienne - Grazer AK - Wiener AC - Promu de Staatsliga B - SV Austria Salzbourg - Promu de Staatsliga B |

## Compétition

### Classement
Le barème utilisé pour établir le classement est le suivant :
- Victoire : 2 points
- Match nul : 1 point
- Défaite : 0 point

| Rang | Équipe                 | Pts | J  | G  | N | P  | Bp | Bc  | Diff |
| ---- | ---------------------- | --- | -- | -- | - | -- | -- | --- | ---- |
| 1    | SK Rapid Vienne        | 41  | 26 | 18 | 5 | 3  | 96 | 43  | +53  |
| 2    | FK Austria Vienne T    | 38  | 26 | 16 | 6 | 4  | 73 | 43  | +30  |
| 3    | Wacker AC              | 31  | 26 | 12 | 7 | 7  | 72 | 42  | +30  |
| 4    | Grazer AK              | 31  | 26 | 14 | 3 | 9  | 60 | 52  | +8   |
| 5    | First Vienna FC        | 30  | 26 | 13 | 4 | 9  | 74 | 44  | +30  |
| 6    | SK Admira Vienne       | 30  | 26 | 12 | 6 | 8  | 55 | 46  | +9   |
| 7    | Wiener Sport-Club P    | 29  | 26 | 11 | 7 | 8  | 61 | 59  | +2   |
| 8    | Linzer ASK             | 27  | 26 | 10 | 7 | 9  | 51 | 42  | +9   |
| 9    | SV Austria Salzbourg P | 23  | 26 | 9  | 5 | 12 | 43 | 67  | -24  |
| 10   | 1. Simmeringer SC      | 22  | 26 | 7  | 8 | 11 | 41 | 43  | -2   |
| 11   | FC Vienne              | 21  | 26 | 8  | 5 | 13 | 40 | 62  | -22  |
| 12   | Wiener AC P            | 18  | 26 | 9  | 0 | 17 | 42 | 69  | -27  |
| 13   | SK Sturm Graz          | 16  | 26 | 6  | 4 | 16 | 48 | 69  | -21  |
| 14   | Floridsdorfer AC       | 7   | 26 | 2  | 3 | 21 | 33 | 108 | -75  |

|  | Champion d'Autriche 1953-1954             |
|  | Relégation directe en Staatsliga B        |
|  | T Tenant du titre P Promu de Staatsliga B |

## Bilan de la saison
| Championnat d'Autriche de football 1953-1954 |                             |
| Champion                                     | SK Rapid Vienne (19e titre) |
| Coupes et trophées                           |                             |
| Vainqueur de la Coupe d'Autriche 1953-1954   | Compétition non disputée    |
| Promotions et relégations                    |                             |
| Promus en Staatsliga A                       | Kapfenberger SV             |
| Promus en Staatsliga A                       | FC Stadlau                  |
| Promus en Staatsliga A                       | Schwarz-Weiß Bregenz        |
| Relégués en Staatsliga B                     | Wiener Sport-Club           |
| Relégués en Staatsliga B                     | SK Sturm Graz               |
| Relégués en Staatsliga B                     | Floridsdorfer AC            |